# Mantisalca
Mantisalca Cass., 1818 è un genere di piante angiosperme dicotiledoni della famiglia delle Asteraceae.

## Descrizione

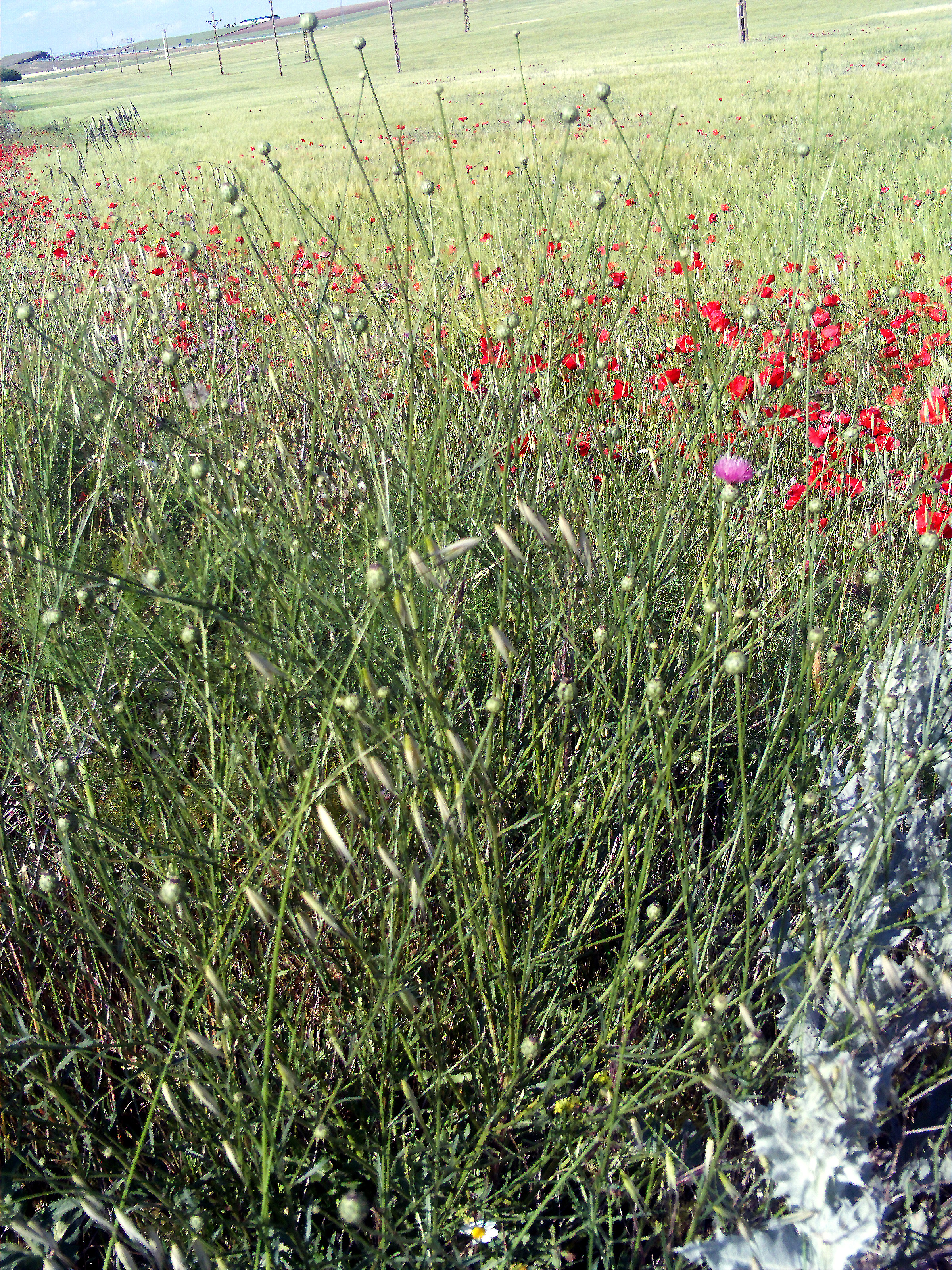
Il portamento
Mantisalca salmantica

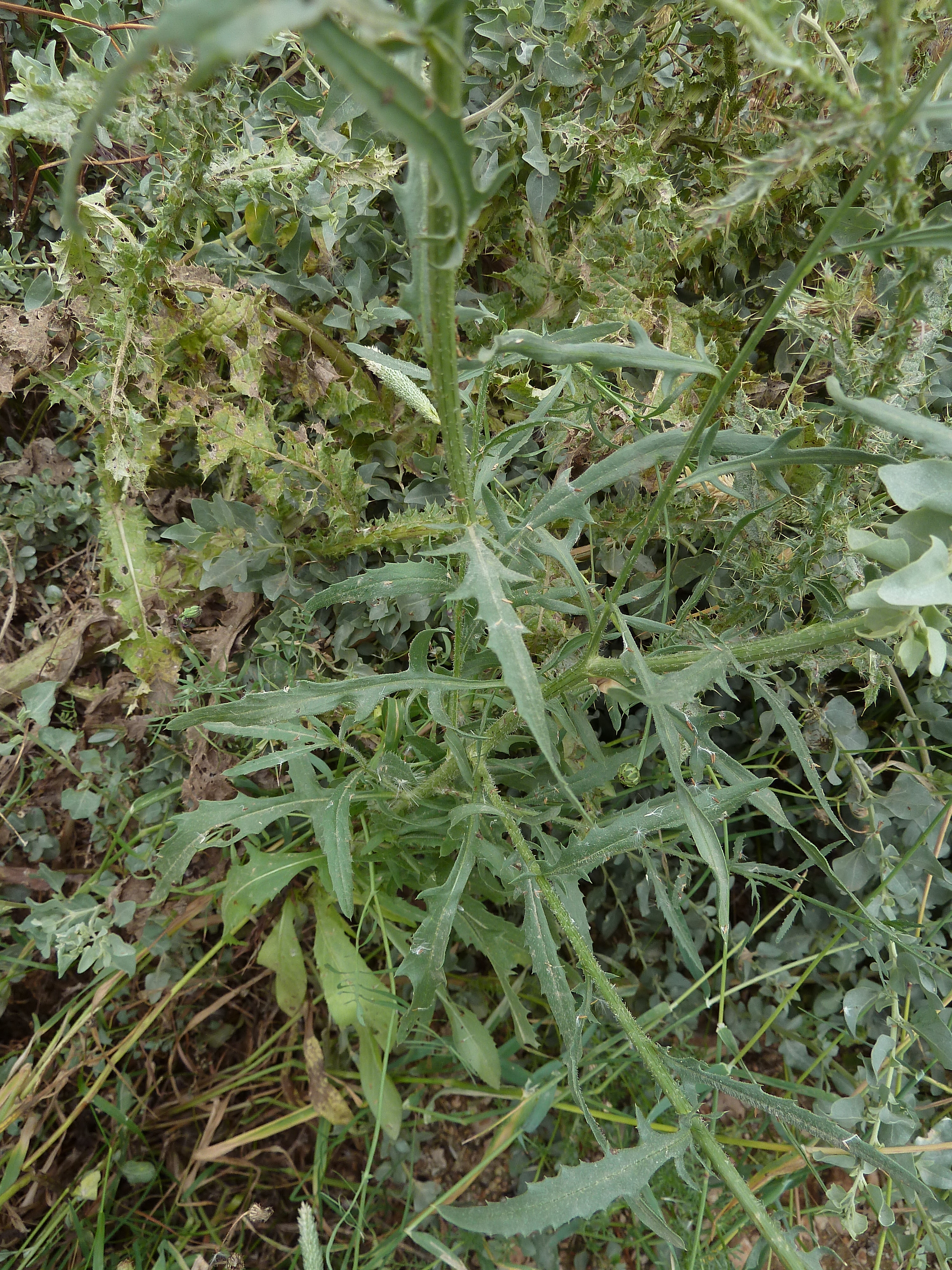
Le foglie
Mantisalca salmantica

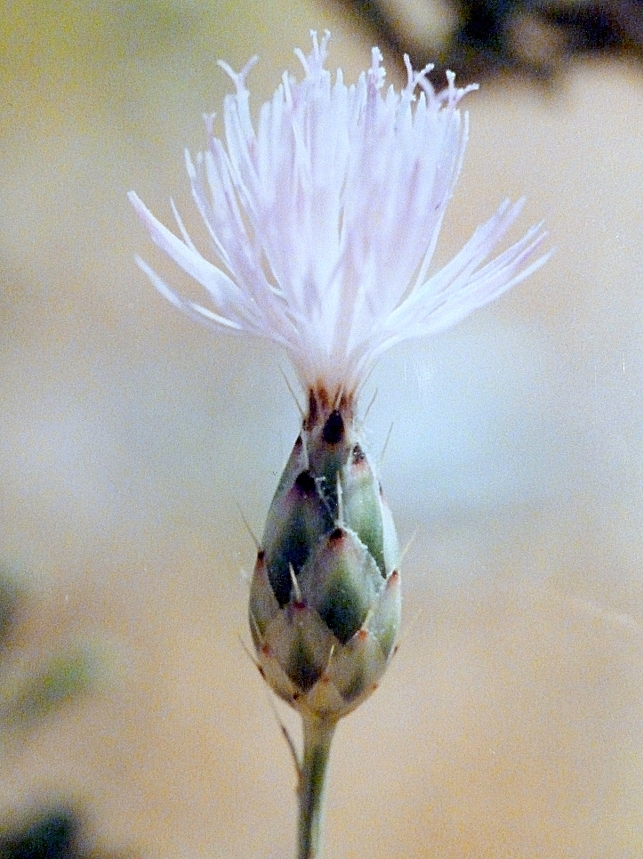
I fiori
Mantisalca duriaei

Le specie di questo genere sono piante erbacee annuali, biennali o perenni; in genere non sono spinose. I fusti sono eretti e ramificati. La massima altezza è di 50 – 100 cm.
Le foglie si distinguono in basali (picciolate) e in cauline (sessili). Le foglie lungo il caule sono disposte in modo alterno, hanno una lamina dentato-pennatifida o lobata. La forma può essere da lineare a oblunga con superficie fortemente scabra e scarsamente irsuta o glabra.
Le infiorescenze si compongono di capolini solitari, eterogami e peduncolati. I capolini sono formati da un involucro a forma da ovoidale a sferico (diametro di 10 – 15 mm) composto da brattee (o squame) all'interno del quale un ricettacolo fa da base ai fiori tutti tubulosi. Le brattee dell'involucro, disposte su più serie (da 6 a 8) in modo embricato, sono disuguali, a consistenza coriacea con forme ovali e con stretti margini ialini; terminano apicalmente in un triangolo, scarioso, nero e spinescente. Il ricettacolo è setoso (ispido), piatto e senza pagliette.
I fiori (molti per capolino) sono tutti del tipo tubuloso. I fiori sono tetra-ciclici (ossia sono presenti 4 verticilli: calice – corolla – androceo – gineceo) e pentameri (ogni verticillo ha 5 elementi). I fiori in genere sono ermafroditi e actinomorfi. Sono presenti fiori esterni, sterili e staminoidi.
- Formula fiorale:

- /x K {\displaystyle \infty }, [C (5), A (5)], G 2 (infero), achenio

- Calice: i sepali del calice sono ridotti ad una coroncina di squame.
- Corolla: la corolla in genere è colorata di viola-porpora o bianco. Le gole sono a forma d'imbuto e il tubo è stretto. I lobi sono lineari.
- Androceo: gli stami sono 5 con filamenti liberi, glabri e papillosi, mentre le antere, provviste di code oblunghe, sono saldate in un manicotto (o tubo) circondante lo stilo.[9]
- Gineceo: lo stilo è filiforme; gli stigmi dello stilo sono due divergenti. L'ovario è infero uniloculare formato da 2 carpelli.

Il frutto è un achenio con pappo. Gli acheni hanno delle forme obovoidi (una botte più o meno compressa). La superficie si presenta a coste e trasversalmente rugosa. Il pericarpo dell'achenio è sclerificato; alla sommità l'achenio è provvisto di una piastra dritta. Il pappo (deciduo o persistente) è inserito in un anello parenchimatico sulla piastra apicale e in genere è formato da scaglie o setole rigide e scariose. Sono presenti degli elaisomi nervati.

## Biologia
- Impollinazione: l'impollinazione avviene tramite insetti (impollinazione entomogama).
- Riproduzione: la fecondazione avviene fondamentalmente tramite l'impollinazione dei fiori (vedi sopra).
- Dispersione: i semi cadendo a terra (dopo essere stati trasportati per alcuni metri dal vento per merito del pappo – disseminazione anemocora) sono successivamente dispersi soprattutto da insetti tipo formiche (disseminazione mirmecoria).

## Distribuzione
Le specie di questo genere si trovano nel Mediterraneo (compresa Nord-Africa) e in Anatolia.

## Tassonomia
La famiglia di appartenenza di questa voce (Asteraceae o Compositae, nomen conservandum) probabilmente originaria del Sud America, è la più numerosa del mondo vegetale, comprende oltre 23.000 specie distribuite su 1.535 generi, oppure 22.750 specie e 1.530 generi secondo altre fonti (una delle checklist più aggiornata elenca fino a 1.679 generi). La famiglia attualmente (2021) è divisa in 16 sottofamiglie.
La tribù Cardueae (della sottofamiglia Carduoideae) a sua volta è suddivisa in 12 sottotribù (la sottotribù Centaureinae è una di queste).

### Filogenesi
La classificazione della sottotribù rimane ancora problematica e piena di incertezze. Il genere di questa voce è inserito nel gruppo tassonomico informale Volutaria Group. Questo gruppo composto da 8 generi, nell'ambito della sottotribù Centaureinae e da un punto di vista filogenetico, si trova in posizione "basale", ossia è stato il primo gruppo a separarsi dagli altri generi. In più recenti studi, tuttavia, questo genere è risultato avere delle posizioni più centrali all'interno del gruppo informale Rhaponticum Group.
Mantisalca si distingue dal genere Centaurea per una chiazza scura all'apice delle brattee (sono anche brevemente mucronate), per i fiori tutti tubulosi ed ermafroditi e dall'apice dell'achenio che sporge da una coroncina formata dal pappo.
Il numero cromosomico delle specie di questo genere è: 2n = 18, 20, 22.

### Elenco delle specie
Il genere comprende le seguenti 6 specie:
- Mantisalca amberboides (Caball.) Maire
- Mantisalca cabezudoi  E.Ruíz & Devesa
- Mantisalca × castroviejoi  E.Ruíz & Devesa
- Mantisalca delestrii  Briq. & Cavill.
- Mantisalca duriaei  Briq. & Cavill.
- Mantisalca salmantica  (L.) Briq. & Cavill.
- Mantisalca spinulosa  (Rouy) E.Ruíz & Devesa

### Specie della flora spontanea italiana
Nella flora spontanea italiana del gruppo di questa voce sono presenti le seguenti specie:
- Mantisalca salmantica (L.) Briq. & Cavill., 1930 - Fiordaliso di Salamanca: tutti gli acheni sono provvisti di pappo. L'altezza massima della pianta è di 3 - 10 dm; il ciclo biologico è bienne/perenne; la forma biologica è emicriptofita scaposa (H scap) ma anche emicriptofita bienne (H bienn); il tipo corologico è "Steno-Mediterraneo"; l'habitat tipico sono gli incolti e i pascoli aridi; in Italia è una specie rara e si trova solamente al Sud fino ad una quota di 600 m s.l.m..
- Mantisalca duriaeiBriq. & Cavill., 1930 - Fiordaliso di Durieu: gli acheni esterni sono privi (o quasi) del pappo. L'altezza massima della pianta è di 2 - 10 dm; il ciclo biologico è annuo; la forma biologica è terofita scaposa (T scap); il tipo corologico è "Steno-Mediterraneo"; l'habitat tipico sono gli incolti aridi e i pascoli; in Italia è una specie rara e si trova al Centro e al Sud fino ad una quota di 500 m s.l.m..